# Rudolf von Schönau-Wehr
Rudolf Leopold Josef Anton Freiherr von Schönau-Wehr, teilw. auch Rudolph geschrieben (* 1. März 1809 in Wehr; † 13. März 1880 in Karlsruhe), war ein großherzoglich-badischer Forstbeamter und Kammerherr.

## Leben
Rudolf von Schönau-Wehr war der dritte und jüngste Sohn des Freiherrn Joseph Anton Xaver von Schönau (1773–1839) und der Josepha von Schönau, geborene Freiin von Gemmingen-Hagenschieß (1783–1840). Nach dem Besuch des Gymnasiums studiert er an der Universität Freiburg i. Br. und an der Universität Heidelberg bis zur Staatsprüfung im Jahr 1830.
1834 übertrug ihm Großherzog Leopold im Rang eines Jagdjunkers die Verwaltung des großherzoglichen Hofforstamts. 1836 wurde er zum Hofforstmeister ernannt. 1839 wurde er Kammerherr.
In der Karlsruher Bürgerwehr war er 1848 Scharfschütze in der 5. Kompanie III. Banner. Zum Oberhofforstmeister wurde er 1855 und zum Hofjägermeister dann 1857 ernannt. Nach Aufhebung des Hofforstamtes wurde ihm am 24. März 1868 die Leitung der großherzoglichen Hofdomänen übertragen. In dieser Stellung wurde er 1872 zum Oberjägermeister ernannt.
Er starb nach längerer Krankheit kurz nach seinem 71. Geburtstag.

## Familie
Am 13. Juni 1846 heiratete er Sophie Gulat von Wellenburg (1826–1896), eine Enkelin des 1800 geadelten Daniel Gulat von Wellenburg und spätere Präsidentin des Badischen Frauenvereins. Aus der Ehe gingen drei Söhne und zwei Töchter hervor, darunter:
- Max  (* 16. April 1847; † 21. März 1903) ⚭  Freiin Marie Auguste Zorn von Bulach (* 28. Januar 1855)[3]
- Marie (* 6. August 1848), Hofdame
- Adolf (* 16. Oktober 1849), Amtsrichter
- Friedrich (* 1. März 1852), Hauptmann ⚭ Maria Antonie von und zu Mentzingen (* 5. Februar 1864)
- Anna (1854–1871)
- Rudolf (1861–1878)

## Auszeichnungen
- 1877: Großkreuz des Ordens vom Zähringer Löwen